# Daldorfia
Genre
Daldorfia est un genre de crabe de la famille des Parthenopidae.

## Liste des espèces
Selon World Register of Marine Species (14 novembre 2018) :
- Daldorfia bouvieri (A. Milne-Edwards, 1869)
- Daldorfia calconopia S. H. Tan & Ng, 2007
- Daldorfia dimorpha S. H. Tan & Ng, 2007
- Daldorfia disalvoi Ng PKL & Boyko, 2017
- Daldorfia excavata (Baker, 1905)
- Daldorfia glasselli (Garth, 1958)
- Daldorfia horrida (Linnaeus, 1758)
- Daldorfia investigatoris (Alcock, 1895)
- Daldorfia leprosa (Nobili, 1906)
- Daldorfia rathbunae (de Man, 1902)
- Daldorfia spinosissima (A. Milne-Edwards, 1862)
- Daldorfia triangularis Sakai, 1974
- Daldorfia trigona (A. Milne-Edwards, 1869)

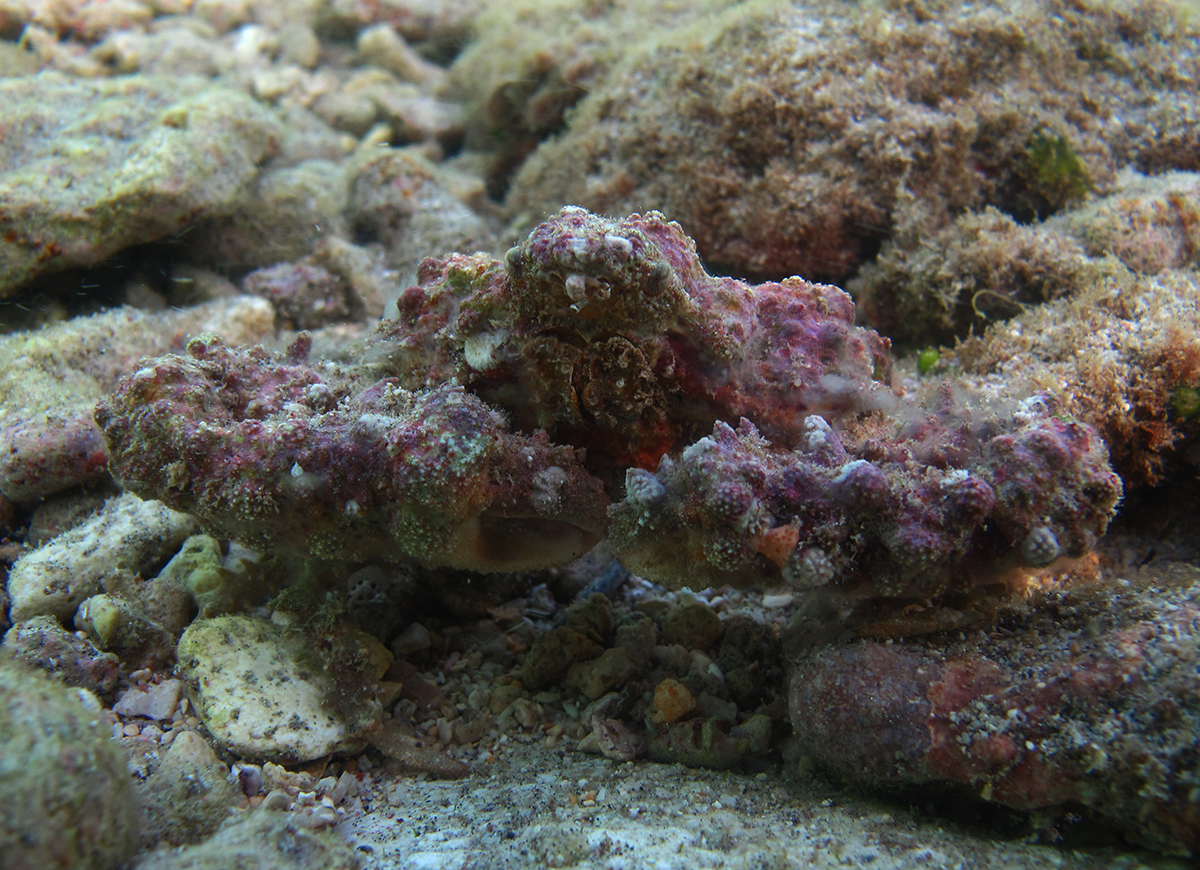
Daldorfia horrida à la Réunion